# Martin Zingg
Martin Zingg (* 14. November 1951 in Lausanne) ist ein Schweizer Schriftsteller, Herausgeber und Übersetzer.

## Leben
Martin Zingg ist in Basel aufgewachsen. Er hat das Studium der Germanistik, der Neueren Geschichte und der Politischen Philosophie an der Universität Basel absolviert. 1976 schloss er mit dem Lizenziat ab, anschliessend erwarb er das Mittel- und Oberlehrerdiplom. Er unterrichtete als Deutsch- und Geschichtslehrer. Von 1982 bis 2006 war er gemeinsam mit Rudolf Bussmann Herausgeber der Literaturzeitschrift drehpunkt. Er war als Dozent an der Hochschule für Gestaltung und Kunst Basel tätig. 1996 erhielt er den Literaturpreis des Kantons Basel-Landschaft. Von 2008 bis 2010 war Zingg Jurymitglied des Schweizer Buchpreises. Er ist Team-Mitglied der RomArchive (Sektion Literatur für die Präsentation des lyrischen Werks von Mariella Mehr). Momentan lebt er in Basel und ist als Autor, Literaturvermittler, Literaturkritiker (u. a. in der NZZ) tätig.

## Werke (Auswahl)
- Geschichten aus der Geschichte der Deutschschweiz nach 1945. Anthologie. Hg. zusammen mit Rolf Niederhauser. Luchterhand, Darmstadt 1983 und 1990, ISBN 978-3-47261454-8.
- Mundwerk. Lyrik. Howeg, Zürich 1986, ISBN 978-3-85736-062-6.
- Onkel Jodoks Enkel. Die Literatur und ihre Schweiz. Anthologie. Hg. zusammen mit Rudolf Bussmann. Lenos, Basel 1988, ISBN 978-3-85787177-1.
- Meinen Fuß möchte ich nochmals sehen, bitte. Prosa, mit Zeichnungen von Annette Barcelo. F. Mäder, Basel 1989.
- Sieben Briefe an den lieben Herrn Brehm. Prosa, mit Zeichnungen von Stephanie Grob. Zeige, Basel 1990.
- Der Saaldiener will uns seit sieben Stunden vertreiben. Howeg, Zürich 1994, ISBN 978-3-85736126-5.
- Was am Ende bleibt, nur das. Prosa, mit Radierungen von Stephanie Grob. F. Mäder, Basel 1998.
- Folgendes: Otto F. Walter über die Kunst, die Mühe und das Vergnügen, Bücher zu machen. (Hg.) Lenos, Basel 1998.
- Über Erwarten. Anthologie, zusammen mit Rudolf Bussmann. Lenos, Basel 1998.
- Fake ? News. Versuche zum informativen Zwielicht. Hrsg. mit Beat Mazenauer. Der gesunde Menschenversand, Zürich 2019, ISBN 978-3-03853-997-1.
- Selbstanzeige. Prosa. Engeler, Schupfart 2015, ISBN 978-3-906050-08-9.
- Emmanuel Bove: Geschichte eines Wahnsinnigen. Erzählungen. Hrsg./Übers., Edition diá, Berlin 2016, ISBN 978-3-86034-413-2.
- Joseph Joubert: Alles muss seinen Himmel haben. Aus den Notizen. Hrsg./Übers., Jung und Jung, Salzburg 2018, ISBN 978-3-99027-217-6.
- Jörg Steiner: Gesammelte Werke in vier Bänden. Hrsg., Suhrkamp, Berlin 2021, ISBN 978-3-518-42975-4.
- Klassische Sorgen. Lyrik. Engeler, Schupfart 2025, ISBN 978-3-907369-35-7.